# 주기용
주기용(朱基瑢, 1897년 3월 12일 창원 ~ 1966년 5월 8일)은 대한민국의 교육인이다. 호는 동광(東光)이다.
1934년에 오산학교 제15대 교장으로 취임하였다. 이후 1942년 일제의 강압으로 사임하였는데
광복 후 1945년에 다시 제17대 교장으로 취임한다. 전쟁 후 서울로 옮겨 재건된 오산학교에서 1953년에서 1961년까지 제18대 교장이었고, 1962년부터는 제6대 재단이사장을 지냈다.
또한 정치인으로도 활동했으며 대한민국의 제헌 국회의원을 지냈다.

## 이력
- 오산중학교 졸업
- 창원군 능천사립보통학교 교무주임
- 정칙학교 고등과 영어 전수
- 일본 동경 고등사범학교 수학과 졸업
- 오산중학교 교장
- 재단법인 오산학교이사.상무이사
- 오산대학 기성회장
- 평북치안유지회 부위원장
- 조선민주당 평북도당 위원장
- 조선민주당 서울시당 부위원장
- 남조선과도정부 문교부 보통교육국장
- 조선교육연합회 이사
- 교육,문화협회고문
- 국회문교후생위원회위원장
- 1948년 5월 10일 : 제헌 국회의원(경남 창원을)

## 역대 선거 결과
| 실시년도 | 선거   | 대수 | 직책     | 선거구         | 정당   | 득표수   | 득표율          | 순위 | 당락 | 비고 |
| -------- | ------ | ---- | -------- | -------------- | ------ | -------- | --------------- | ---- | ---- | ---- |
| 1948년   | 총선   | 1대  | 국회의원 | 경남 창원군 을 | 무소속 | 15,684표 | \| \| 39.28% \| | 1위  |      | 초선 |
|          | 39.28% |      |          |                |        |          |                 |      |      |      |

## 참고자료
- 《대한민국 의정총람》, 국회의원총람발간위원회, 1994년
- 주기용 - 대한민국헌정회